# Nell Carter
Pour les articles homonymes, voir Carter.
 (mai 2022).
Si vous disposez d'ouvrages ou d'articles de référence ou si vous connaissez des sites web de qualité traitant du thème abordé ici, merci de compléter l'article en donnant les références utiles à sa vérifiabilité et en les liant à la section « Notes et références ».
Nell Carter (née Nell Ruth Hardy,) est une actrice américaine née le 13 septembre 1948 à Birmingham, Alabama (États-Unis), morte le 23 janvier 2003 à Beverly Hills (Californie).

## Filmographie
- 1975 : Ryan's Hope (série télévisée) : Ethel Green (épisodes inconnus 1978-1979)
- 1978 : Cindy (en) (TV) : Olive (stepsister)
- 1979 : Hair de Miloš Forman : Ain't Got No' / 'White Boys
- 1979 : The Misadventures of Sheriff Lobo (série télévisée) : Sgt. Hildy Jones (épisodes inconnus, 1980-1981)
- 1981 : Back Roads : Waitress
- 1981 : Modern Problems : Dorita
- 1981 : Gimme A Break![5]
- 1990 : You Take the Kids (série télévisée) : Nell Kirkland (épisodes inconnus)
- 1992 : Maid for Each Other (TV) : Jasmine Jones
- 1992 : Final Shot: The Hank Gathers Story (TV) : Lucille Gathers
- 1992 : Bébé's Kids (en) : Vivian (voix)
- 1995 : Happily Ever After: Fairy Tales for Every Child (série télévisée) : Mary (épisodes inconnus)
- 1995 : The Crazysitter : The Warden
- 1995 : The Grass Harp (en) : Catherine Creek
- 1996 : La Propriétaire (The Proprietor) : Millie Jackson
- 1997 : Fakin' Da Funk : Claire
- 1999 : Special Delivery
- 1999 : We Wish You a Merry Christmas (vidéo) : Mrs. Claus (voix)
- 1999 : Perfect Fit : Mrs. Gordy
- 1999 : Coup de foudre postal (Sealed with a Kiss) (TV) : Mrs. Wheatley
- 2003 : Swing : Grace
- 2004 : Back by Midnight : Waitress

## Théâtre
- 1971 : Soon (Broadway)
- 1971 : The Wedding of Iphigenia (Off-Broadway)
- 1972 : Dude (Broadway)
- 1974 : Miss Moffat
- 1975 : Be Kind to People Week (Off-Broadway)
- 1975 : Tom Eyen's Dirtiest Musical (Off-Broadway)
- 1976 : Don't Bother Me, I Can't Cope (San Francisco)
- 1978 : Ain't Misbehavin' (Manhattan Theatre Club, Broadway et tournée américaine)
- 1979 : One Night Only
- 1979 : Black Broadway (Avery Fisher Hall)
- 1980 : Black Broadway (The Town Hall)
- 1988 : Ain't Misbehavin' (Broadway)
- 1991 : Hello, Dolly! (Long Beach Civic Light Opera)
- 1997 : Annie (Broadway and US national tour)
- 2001 : South Pacific (Pittsburgh Civic Light Opera)
- 2001 : Les Monologues du vagin (Madison Square Garden)